# ニコラス・シェンク
ニコラス・M・シェンク（Nicholas M. Schenck、1880年11月14日 - 1969年3月4日）は、ロシア出身のアメリカ合衆国の経営者である。映画製作会社メトロ・ゴールドウィン・メイヤー(MGM)の親会社であるロウズ・インクの経営者だった。

## 生涯

### 若年期
1880年11月14日、ロシア帝国ヤロスラヴリ州ルイビンスクのユダヤ人家庭に生まれた。1892年、一家でアメリカに移住し、ニューヨークのロウアー・イースト・サイドのテネメントに住んだ。その後、ハーレムに引っ越したが、当時のハーレムの住民はユダヤ系とイタリア系の移民が大半を占めていた。
アメリカでは、2歳年上の兄ジョセフとともに、夜間に薬科大学で学びながら、昼は走り使いや新聞売りとして働いた。その後、ジョセフとともにバワリーの薬局で働き始めた。2年もしないうちに、薬局を買収できるだけの資金を貯め、3番街110丁目に別の店を開き、別の事業の模索を始めた。

### キャリア

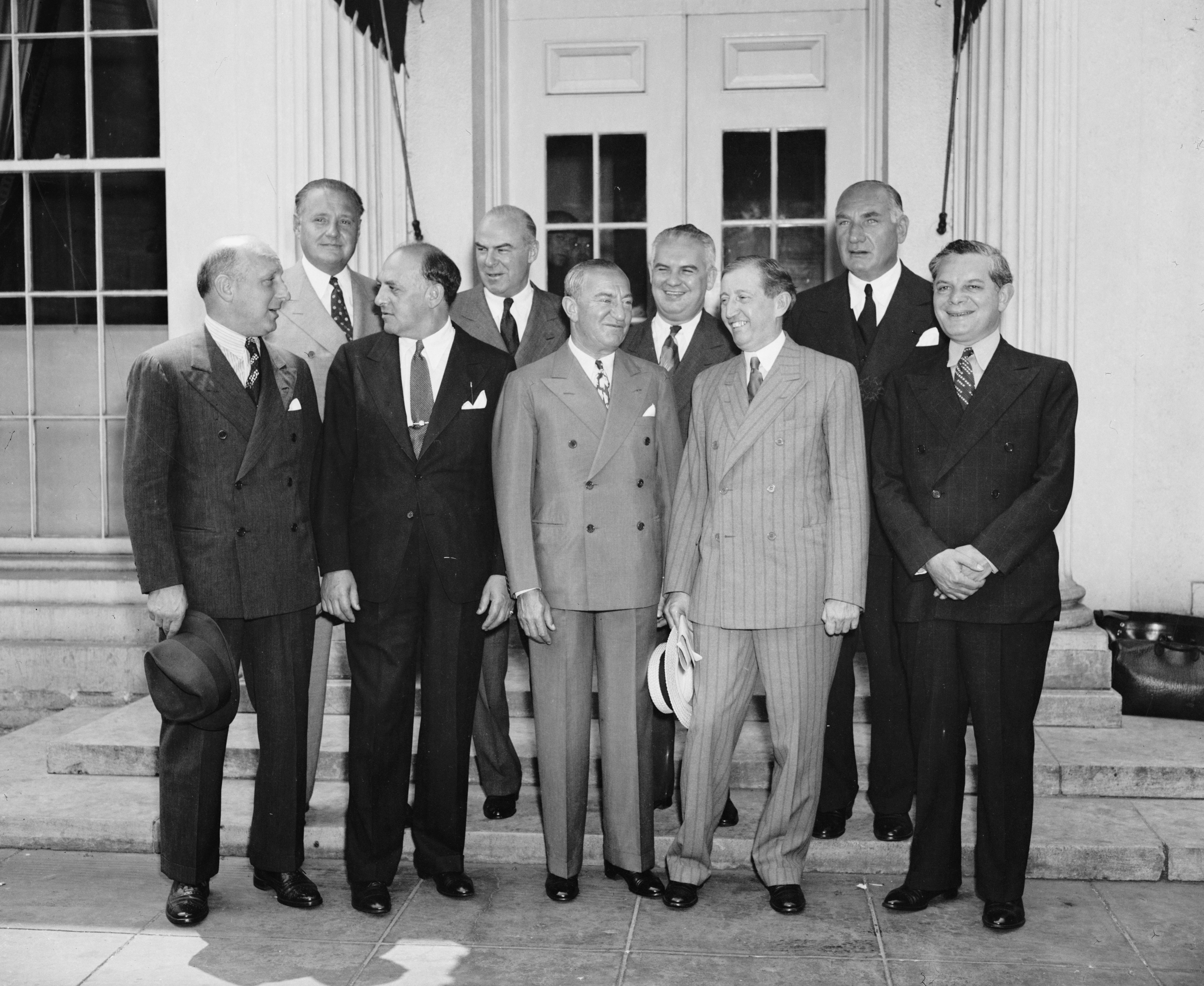
前列左から：バーニー・バラバン（パラマウント）、ハリー・コーン（コロムビア）、ニコラス・シェンク（ロウズ）、ウィル・H・ヘイズとレオ・スピッツ（RKO）
後列左から：ジョージ・シェーファー（UA）、シドニー・ケント（20世紀フォックス）、ネイト・ブルムバーグ（ユニバーサル）、アルバート・ワーナー（ワーナー・ブラザーズ）（1938年撮影）

ある夏の日、アッパー・マンハッタンにあるフォート・ジョージ・アミューズメント・パークまで路面電車に乗ったシェンク兄弟は、帰りの電車を待つ何千人もの人々が、することもなく辺りをウロウロとしていることに気づいた。兄弟は、近くのビールの売店を借り、そこでヴォードヴィルの公演も行った。この頃、兄弟は劇場経営者のマーカス・ロウと知り合った。ロウは兄弟に、自身が保有する2つの映画館の購入を持ちかけ、兄弟はロウと共に劇場経営に携わるようになった。1907年頃から1919年にかけて、兄弟は不動産を購入し、それをニッケルオデオン、ヴォードヴィル、そして映画のために投資した。
シェンク兄弟の成功に目をつけたロウは、兄弟に資金を提供して、1910年にマンハッタンの対岸にあるニュージャージー州バーゲン郡のパリセイズ・アミューズメント・パークを購入させた。同年、シェンク兄弟が保有していた劇場は、ロウの会社に統合された。マーカス・シェンクはやがてロウの右腕となり、急速に劇場網を拡大させたロウの会社の経営を支えた。1919年、シェンクはロウの会社ロウズ・インクのバイスプレジデント兼ゼネラルマネージャーに任命された。
兄ジョセフはハリウッドに移り、後にユナイテッド・アーティスツ(UA)の社長に就任した。ロウは、配下の映画館に上映作品を供給するために、1920年にメトロ・ピクチャーズを、1924年にゴールドウィン・ピクチャーズを買収した。ロウは、自身が保有するハリウッドのスタジオ資産を運営する人物が必要だと気づいた。それに最もふさわしいのはシェンクだったが、劇場の運営のためにシェンクはニューヨークにいる必要があった。その代替として、ロウは1924年にルイス・B・メイヤーが率いるスタジオを買収して、メトロ、ゴールドウィンと統合してメトロ・ゴールドウィン・メイヤー(MGM)とし、メイヤーをスタジオチーフに任命した。理由は不明であるが、メイヤーとシェンクは仲が悪く、お互いを激しく憎み合っていた。メイヤーはシェンクのことを、影で「スカンク氏」(Mr. Skunk)と呼んでいたという。2人の険悪な関係はそれから40年近く続いた。
1927年にロウが急死し、ロウズの経営権はシェンクに移管された。1929年、競合会社のフォックス・フィルムの社長ウィリアム・フォックスがロウズの経営権をシェンクから買い取ろうとした。これを知ったメイヤーは激怒したが、メイヤーはロウズのバイスプレジデントではあるものの株式は持っていなかったため、この取引に口を出すことはできなかった。そのため、自身の政治的コネを利用して、司法省にかけあって反トラスト法を理由としてこの買収を中止させた。その直後の1929年夏、フォックスは交通事故で重傷を負った。フォックスが回復して職務に復帰したときには、ウォール街大暴落によりフォックスの資産はほとんど価値を失っていた。一連の騷動で数百万ドルの損害を受けたことについて、シェンクはメイヤーを非難し、2人の関係はさらに悪化した。
1932年までに、シェンクは劇場網とMGMによってエンターテインメントの一大帝国を築き上げた。シェンクが運営するコングロマリットでは、1万2千人が働いていた。シェンクが厳しい製作スケジュールを強いたことにより、メイヤーだけでなく、1936年に亡くなるまで製作総指揮を務めていたアーヴィング・タルバーグとの関係も冷え込んでいた。しかし、シェンクの厳格な管理によってMGMは成功し、世界恐慌の間にも配当を出し続けることができた。シェンクのリーダーシップの下で、傘下の企業は大量の映画を製作し、ロン・チェイニー、ジョーン・クロフォード、グレタ・ガルボ、ジーン・ハーロウ、ウォーレス・ビアリー、クラーク・ゲーブル、ミッキー・ルーニー、スペンサー・トレイシー、キャサリン・ヘプバーン、ジュディ・ガーランド、ロバート・テイラー、ジャネット・マクドナルドとネルソン・エディのチームなどの多様なタレントを確保することができた。その巧みなビジネスセンスにより、シェンクは大富豪となった。1927年現在で、シェンク兄弟が保有する資産は約2千万ドル（現在の貨幣価値で5億ドル以上）であり、年収は併せて100万ドル以上であったと報じられている。1930年代、ニコラス・シェンクは全米で8番目に裕福な人物だった。

### 第二次世界大戦後
第二次世界大戦後にシェンクの権力と名声はピークに達したが、テレビの時代が目前に迫っていた。しかし、他の映画業界の多くの人々と同様、シェンクもテレビという新しいメディアに関わることを頑として拒んだ。1951年、MGMにおけるドア・シャリーの地位をめぐってシェンクと対立したメイヤーは、MGMから追放された。
1950年代の半ばには、MGMの株価が低迷し、株主からの反発を受けていた。1955年12月14日、マーカス・ロウの孫のアーサー・ロウ・ジュニアが社長に就任したが、シェンクは取締役会会長として会社に留まった。翌年、アーサー・ロウが健康上の理由で社長を辞任し、ジョセフ・ヴォーゲルが新社長に就任した。シェンクは名誉会長に就任したが、同年末に完全に引退した。
晩年はロングアイランドのサンズポイントやマイアミビーチの邸宅で過ごした。サンズポイントの家は1942年に購入したもので、約8万平方メートルの敷地に、豪華な内装の30室の母屋があった。また、敷地内にプライベート映画館と60メートルのドックもあった。
シェンクは1969年3月4日に脳卒中によりフロリダ州で死去した。

### 私生活
シェンクは1927年8月1日に元ヴォードヴィル歌手のパンジー・ウィルコックス(Pansy Wilcox, 1898-1987)と結婚した。パンジーの弟は映画監督のフレッド・M・ウィルコックス、妹は女優のルース・セルウィン（エドガー・セルフィンの妻）である。パンジーとの間には、マーサ(Martha, 1928-)、ジョアン(Joanne, 1932-)、ニコラ(Nicola, 1933-)の3人の娘がいる。マーサはマルティ・スティーヴンスの名前で女優・歌手として活動した。ニコラは俳優ヘルムート・ダンティンと結婚し、ニキ・ダンティンの名前で女優として活動した。
シェンクは競走馬（サラブレッド）を保有していた。妻の名義で保有していた牝馬のコブール(Cobul)は、1958年のアストリア・ステークスで優勝した。